# Нейман, Михаил Самойлович
Михаи́л Само́йлович Не́йман (7 марта 1905, Севастополь, Российская империя — 25 июня 1975, Москва) — советский учёный-физик в областях теоретической и прикладной радиотехники, колебательных электромагнитных систем сверхвысоких частот,  доктор технических наук, профессор.

## Жизненный путь
Родился 22 февраля (7 марта) 1905 года в Севастополе в семье крымских караимов. Отец — мелкий служащий, вместе с женой занимался садоводством.
В 1922 году окончил Симферопольский общеобразовательный техникум, а в 1928 году — физико-механический факультет Ленинградского политехнического института по специальности «Радиотехника», получив квалификацию «инженер-физик».
В 1926 году, ещё студентом, он поступил на работу в Центральную радиолабораторию (ЦРЛ) Государственного электротехнического треста заводов слабого тока. Здесь началась (и продолжалась по 1941 год) его научная и инженерная деятельность в области коротковолновых передающих устройств. По совместительству он преподавал в ЛГУ имени А. А. Жданова, ЛПИ имени М. И. Калинина, а с 1938 года стал заведующим кафедрой теоретической радиотехники в Ленинградском электротехническом институте (ЛЭТИ). В 1939 году М. С. Нейман защитил докторскую диссертацию в области замкнутых колебательных электромагнитных систем и был утверждён в звании профессора.
В феврале 1941 года Нейман в составе группы специалистов был командирован Главрадиопромом в США в рамках договора о технической помощи с одной из ведущих радиотехнических фирм — RCA. Вскоре после начала Великой Отечественной войны была организована «Правительственная закупочная комиссия СССР в США», занимавшаяся вопросами ленд-лиза. В числе многих советских специалистов туда был зачислен и М. С. Нейман на весь период войны. Он работал заместителем начальника отдела связи.
В 1946—1974 годах Михаил Самойлович заведовал кафедрой радиопередающих устройств Факультета радиоэлектроники летательных аппаратов Московского авиационного института имени С. Орджоникидзе.
М. С. Нейман был одним из организаторов факультета, председателем его Учёного совета с исполнением обязанностей научного руководителя факультета и являлся членом Учёного совета МАИ. При его активном участии были разработаны учебные планы и программы факультета, решён вопрос о присвоении выпускникам факультета квалификации «радиоинженер». Его учебник в двух частях «Курс радиопередающих устройств», вышедший первым изданием в 1957—1958 гг., и учебные пособия были и фундаментальны, и доходчивы. Под его руководством подготовлено шесть докторских и около 20 кандидатских диссертаций. На кафедре, которую возглавлял М. С. Нейман, проводились исследования в области радиопередающих и антенных систем. Он руководил отделом «Техника СВЧ» проблемной лаборатории радиотехнического факультета МАИ.
С 1946 г. М. С. Нейман работал по совместительству в Центральном научно-исследовательском радиотехническом институте (бывшем ВНИИ-108). Под его руководством проведён ряд исследований и разработок новых методов генерирования, излучения и приёма СВЧ-сигналов, получения больших мощностей в сантиметровом и дециметровом диапазонах, конструктивного оформления дисковых клистронов и др. М. С. Нейман был членом Учёного совета ЦНИРТИ.
М. С. Нейман скончался 25 июня 1975 года. Похоронен в Москве на Химкинском кладбище. В одном из зданий МАИ в его память установлена мемориальная доска.
В 1995 году в Московском авиационном институте состоялось заседание, посвящённое 90-летию со дня рождения М. С. Неймана. В выступлениях сотрудников и учеников Михаила Самойловича прозвучало огромное уважение к его научной и педагогической деятельности, к его личности. Многие отмечали, что и сейчас пример М. С. Неймана — настоящего учёного, прекрасного педагога и человека, обладавшего высокими нравственными качествами, является для них ориентиром в работе и жизни.
В 2005 году факультет радиоэлектроники летательных аппаратов МАИ провёл Конференцию молодых учёных, аспирантов и студентов, посвящённую 100-летию со дня рождения М. С. Неймана.

## Научные работы и достижения
М. С. Нейман внёс значительный вклад в развитие многих областей радиоэлектроники. В 1920—1930-е годы под его руководством и при его участии были разработаны радиопередатчики различных мощностей и диапазонов, антенно-фидерные системы разных диапазонов для крупнейших советских коротковолновых передающих центров. Он разработал методы регулирования фазовой скорости распространения электромагнитных волн вдоль антенных проводов, нашедшие впоследствии широкое применение в лампах бегущей волны дециметрового и сантиметрового диапазонов, а также в антеннах поверхностных волн. Опубликовал монографию «Передающие антенны», которая длительное время служила руководством по проектированию таких антенн и использовалась как учебник. Создал общую теорию стабилизации частоты. Разработал теорию расчёта пассивных вибраторов. Провёл исследование явления факельного истечения с антенных проводов, результаты которого использовались при проектировании антенн советских мощных и сверхмощных коротковолновых радиостанций. Создал общую теорию приёмных антенн, основанную на электродинамическом принципе взаимности, общепринятую с тех пор в радиотехнике. Выполнил ряд теоретических и экспериментальных исследований диапазонных антенн (синфазных и ромбических), разработал теорию ромбических антенн, изобрёл две усовершенствованные системы ромбических антенн. Создал теорию неоднородных линий с волновым сопротивлением, изменяющимся по экспоненциальному закону. Предложил и разработал общую теорию и методы расчёта замкнутых колебательных электромагнитных устройств, позднее получивших название «объёмные резонаторы» и являющихся основой многих систем дециметрового и сантиметрового диапазонов. Разработал новый тип антенн — дифракционные (один из их видов — щелевые). Предложил теорию и методику получения бегущих вдоль проводов волн без потери мощности. Сформулировал общие требования и принципы построения передающих телевизионных широкополосных антенн. Открыл и впервые описал явление, получившее название «фидерное эхо». Совместно с А.А. Пистолькорсом развил теорию непосредственного измерения коэффициента бегущей волны в фидерах и создал соответствующие измерительные приборы, названные «фидерными рефлектометрами».
В конце 1940-х годов М. С. Нейман разработал теорию электронных режимов триодных и тетродных генераторов при больших углах пролёта электронов и при больших амплитудах колебаний. Монография «Триодные и тетродные генераторы сверхвысоких частот» была опубликована в 1950 г. и удостоена Сталинской (позднее — Государственной) премии третьей степени (1952). Книга переведена на немецкий и китайский языки и издана соответственно в ГДР (1956 г.) и КНР (1957 г.).
В 1950—1960-е годы М. С. Нейман: предложил новый принцип создания широкополосных антенн, свободных от явлений отражения и названных «антеннами плавного излучения», и новый метод расчёта мощности и сопротивления излучения металлических антенн, основанный на расчёте излучения электронов, движущихся в металле. Обобщил теорию контуров и линий на колебательные, канализирующие и излучающие электромагнитные системы СВЧ, создав базу для проектирования широкого класса систем СВЧ (монография «Обобщение теории цепей на волновые системы»). Разработал теорию поперечных сочленений волноводных систем. Предложил ряд методов проектирования и расчёта триодных, тетродных, пентодных, клистронных, платинотронных, магнетронных и резнатронных усилителей и генераторов. Выполнил исследования поверхностных электромагнитных волн. В монографии «Автоматические процессы и явления» предложил ряд оригинальных положений общей теории автоматических процессов. Провёл ряд исследований в области вычислительной техники: исследовал теоретические вопросы радиоимпульсных систем быстродействующей дискретной автоматики; высказал принципиальные соображения по вопросам автоматизации исследовательских работ, автоматизации программирования сверхбыстродействующих вычислительных систем.
В 1964—65 годах М. С. Нейман опубликовал оригинальные идеи и принципиальные соображения о радикальной миниатюризации элементов записи, хранения и извлечения дискретной информации до молекулярно-атомного уровня, в том числе использования структур, подобных структуре молекулы ДНК. Подобные идеи были также высказаны американскими учеными Р. Ф. Фейнманом и Н. Винером. Конкретные проекты использования искусственных ДНК для хранения больших объёмов информации появились только в конце XX — начале XXI века — см. [[:en:DNA_digital_data_storage]]. Подробнее история рождении идеи и первых публикаций и высказываний изложена в.
В 1966—1967 годах М. С. Нейман обобщил негэнтропийный принцип информации на системы обработки дискретной информации, определив ограничения соотношений между их быстродействием и энергетическим уровнем функционирования их элементов. Высказал ряд принципиальных положений теории извлечения информации из объективных процессов, выявил причины возникновения в ней противоречий и парадоксов. Занимался вопросами истории и перспектив развития радиоэлектроники.

## Награды и звания
- Орден «Знак Почёта»
- Сталинская премия третьей степени (1952) — за научную работу «Триодные и тетродные генераторы сверхвысоких частот» (1950)
- Заслуженный деятель науки и техники РСФСР (1962)
- Почётный радист СССР
- Ветеран труда МАИ
- 3 медали